# Портрет Александра Николаевича Бердяева
«Портрет Александра Николаевича Бердяева» — картина Джорджа Доу и его мастерской из Военной галереи Зимнего дворца.
Картина представляет собой погрудный портрет генерал-майора Александра Николаевича Бердяева из состава Военной галереи Зимнего дворца.
Во время Отечественной войны 1812 года генерал-майор Бердяев был шефом Тверского драгунского полка и командовал кавалерийской бригадой в 3-й Западной армии, отличился в сражении при Городечно. В Заграничных походах недолго командовал кавалерийской дивизией, был в завершающих сражениях кампании в Пруссии, после чего был отправлен в тыл и занимался организацией пополнений для Действующей армии. Во время кампании Ста дней был в походе во Францию и командовал блокадой крепости Вюльцбург в Баварии.
Изображён в генеральском мундире, введённом для кавалерийских генералов 6 апреля 1814 года. На груди слева звезда ордена Св. Анны 1-й степени; на шее крест ордена Св. Владимира 3-й степени; справа на груди орден Св. Георгия IV класса, серебряная медаль «В память Отечественной войны 1812 года» на Андреевской ленте и бронзовая дворянская медаль «В память Отечественной войны 1812 года» на Владимирской ленте. Подпись на раме с ошибкой в инициалах: А. И. Бердяевъ, Генералъ Маiор.
7 августа 1820 года Комитетом Главного штаба по аттестации Бердяев был включён в список «генералов, заслуживающих быть написанными в галерею» и 17 октября 1822 года император Александр I повелел написать его портрет. Гонорар Доу был выплачен 21 июня 1827 года. Готовый портрет был принят в Эрмитаж 8 июля 1827 года. Поскольку предыдущая сдача готовых портретов в Эрмитаж состоялась 18 октября 1826 года, то галерейный портрет Бердяева можно считать исполненным между этими датами. Поскольку Бердяев с осени 1815 года был в отставке и скончался в 1824 году, то велика вероятность того, что его портрет Доу писал не с натуры, а с картины-прототипа. Возможный портрет-прототип современным исследователям неизвестен.